# Ужасный Тедди, король Гриззли
«Ужасный Тедди, король Гриззли» (англ. Terrible Teddy, the Grizzly King) — американский короткометражный фильм Эдвина Портера

## Сюжет
Фильм рассказывает о Теодоре Рузвельте, который лишает жизни льва в Колорадо.